# Laurent Leclercq
Pour les articles homonymes, voir Leclercq.
Laurent Leclercq, né le 26 novembre 1970 à Lille, est un homme politique français qui est député depuis août 2023 en remplacement de Philippe Vigier, nommé au gouvernement Élisabeth Borne en juillet 2023.

## Biographie
Il est maire de Toury.